# Englische Fußballnationalmannschaft (U-19-Junioren)
Die englische U-19 Fußballnationalmannschaft ist eine Auswahlmannschaft für englische Fußballspieler unter 19 Jahren.
Organisiert und kontrolliert wird diese von dem englischen Fußballverband The Football Association. In erster Linie kann sich die Mannschaft für die U-19-Fußball-Europameisterschaft qualifizieren, die sie bisher zweimal gewann – 2017 und 2022.
Die Mannschaft wird seit September 2014 von Sean O’Driscoll trainiert.

## Turnierbilanz Europameisterschaft
| 2002 | Gruppenphase                                       |
| 2003 | Gruppenphase                                       |
| 2004 | Nicht qualifiziert (in der Eliterunde gescheitert) |
| 2005 | Finale                                             |
| 2006 | Nicht qualifiziert (in der Eliterunde gescheitert) |
| 2007 | Nicht qualifiziert (in der Eliterunde gescheitert) |
| 2008 | Gruppenphase                                       |
| 2009 | Finale                                             |
| 2010 | Halbfinale                                         |
| 2011 | Nicht qualifiziert (in der Eliterunde gescheitert) |
| 2012 | Halbfinale                                         |
| 2013 | Nicht qualifiziert (in der Eliterunde gescheitert) |
| 2014 | Nicht qualifiziert (in der Eliterunde gescheitert) |
| 2015 | Nicht qualifiziert (in der Eliterunde gescheitert) |
| 2016 | Halbfinale                                         |
| 2017 | Sieger                                             |
| 2018 | Sechster                                           |
| 2019 | Nicht qualifiziert (in der Eliterunde gescheitert) |
| 2020 | Abgesagt (für die Eliterunde qualifiziert)         |
| 2022 | Sieger                                             |

| Bilanz      | Bilanz | Bilanz | Bilanz | Bilanz      | Bilanz | Bilanz    | Bilanz       |
| Runde       | Spiele | Siege  | Remis  | Niederlagen | Tore   | Gegentore | Tordifferenz |
| ----------- | ------ | ------ | ------ | ----------- | ------ | --------- | ------------ |
| 1. Runde    | 047    | 39     | 04     | 04          | 148    | 25        | 123          |
| Eliterunde  | 056    | 37     | 10     | 09          | 108    | 40        | 068          |
| Endrunde    | 044    | 23     | 10     | 11          | 078    | 58        | 020          |
| WM-Play-Off | 001    | 0      | 0      | 01          | 000    | 03        | 0-3          |
| Gesamt      | 148    | 99     | 24     | 25          | 334    | 126       | 208          |